# Арабули, Леван
Леван Арабули (груз. ლევან არაბული, род. 29 марта 1992) — грузинский борец греко-римского стиля, призёр чемпионатов Европы.

## Биография
Родился в 1992 году. В 2012 году завоевал серебряную медаль первенства Европы среди юниоров.
В 2017 году стал бронзовым призёром чемпионата Европы.
В феврале 2020 года на чемпионате континента в итальянской столице, в весовой категории до 130 кг Леван в схватке за чемпионский титул уступил спортсмену из Румынии Алину Алексуку-Чиурариу и завоевал серебряную медаль европейского первенства.